# Будинок керуючого маєтком (Антоніни)
Будинок керуючого маєтком, вілла над ставом — історичний будинок у комплексі палацу в Антонінах, Хмельницької області.

## Опис
Недалеко від нижніх воріт, що вели до палацу, розташована вілла над ставом. Над вхідними дверима збереглася дата 1900 рік. На другому поверсі містилися квартири управляючих палацу. На першому поверсі знаходилося казино з більярдним залом та дубовою обшивкою стін та стелі. Збереглися оригінальне покриття даху, столярка вікон та дверей, підлога з дерева, плитка, кахельні печі. В інтер'єрі присутні елементи з мореного дуба. На території збереглося коркове дерево, що вважалося лікувальним у традиційній китайській медицині.
Тут було також розміщене казино.
У будинку ще досі мешкають люди.

## Галерея

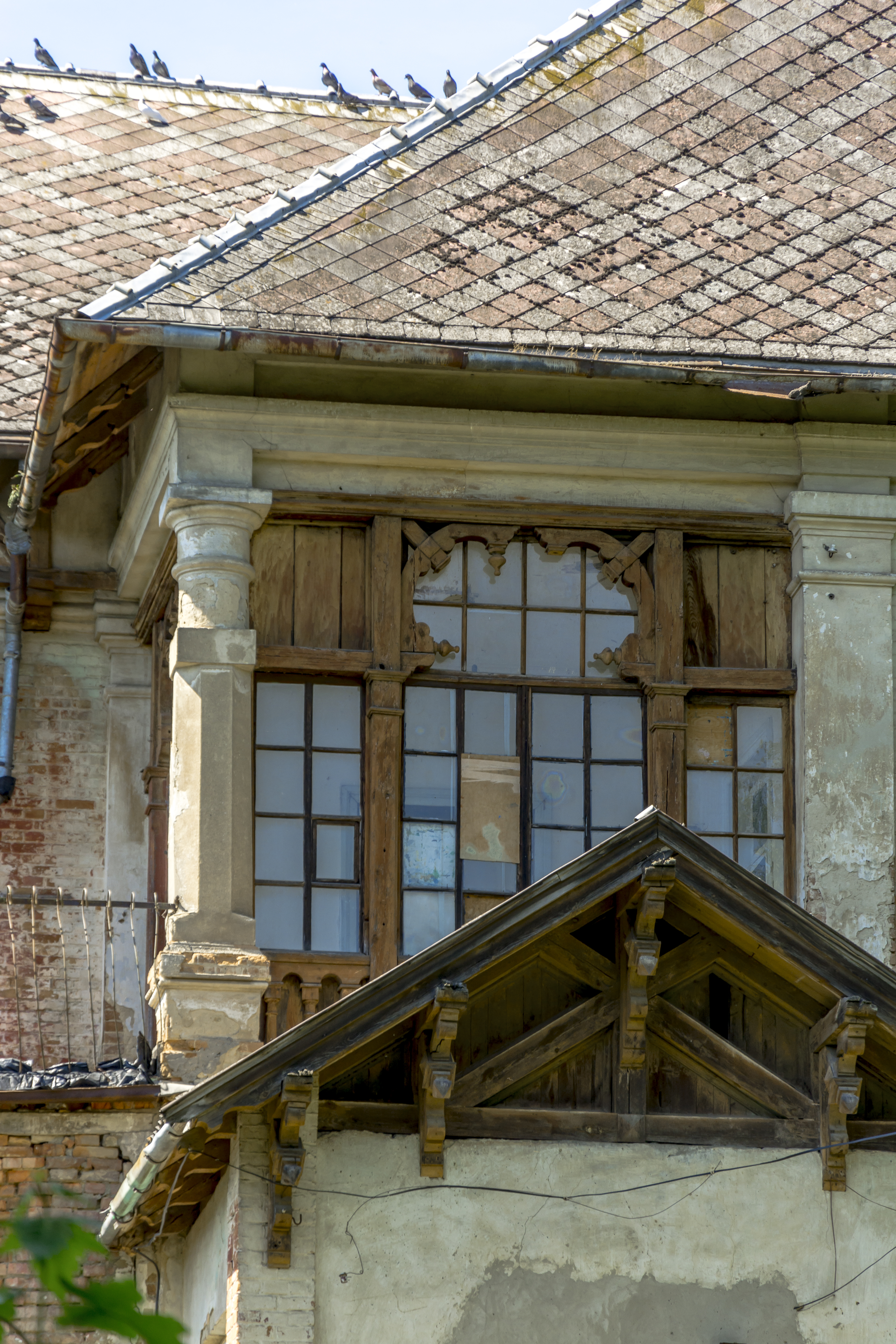
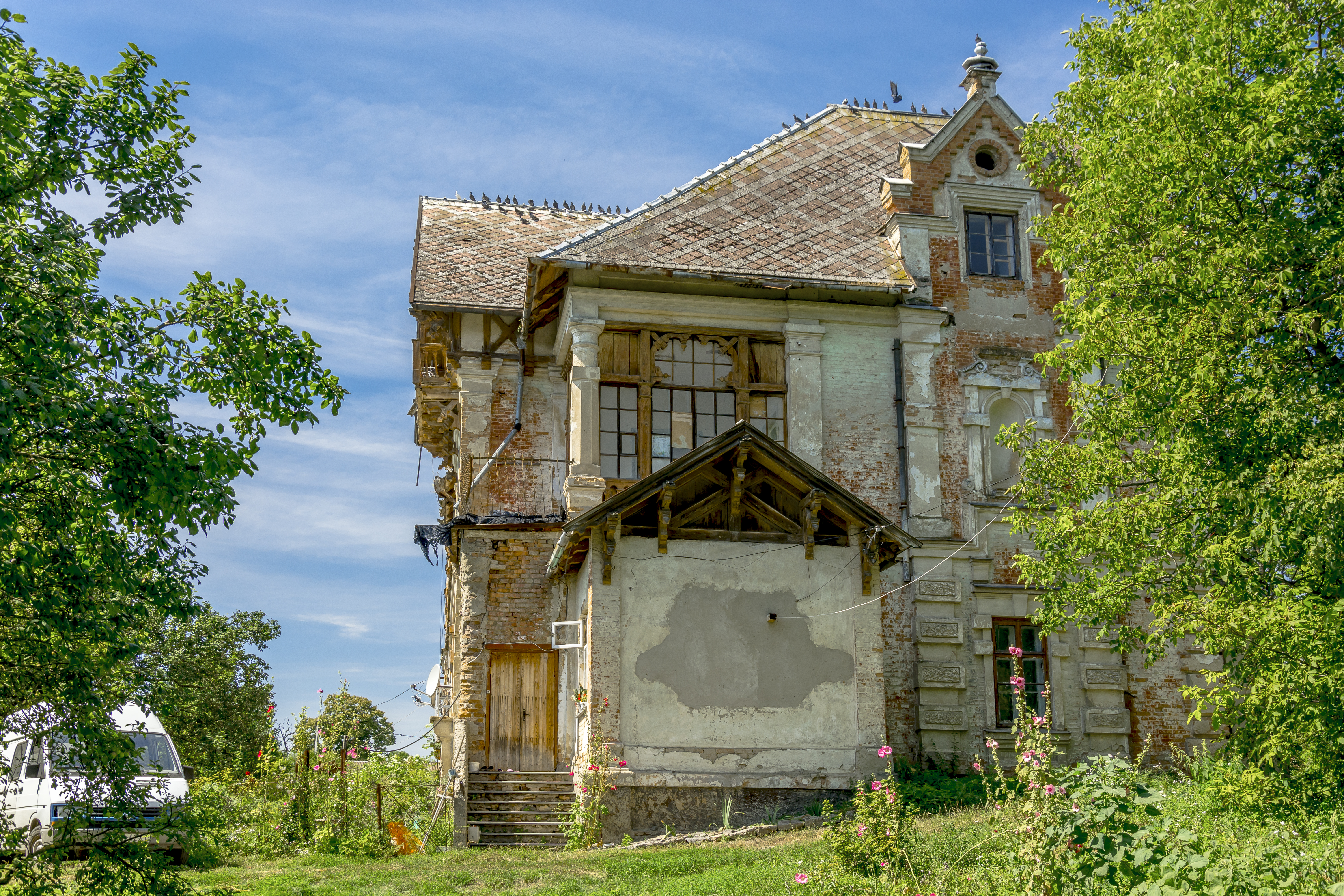
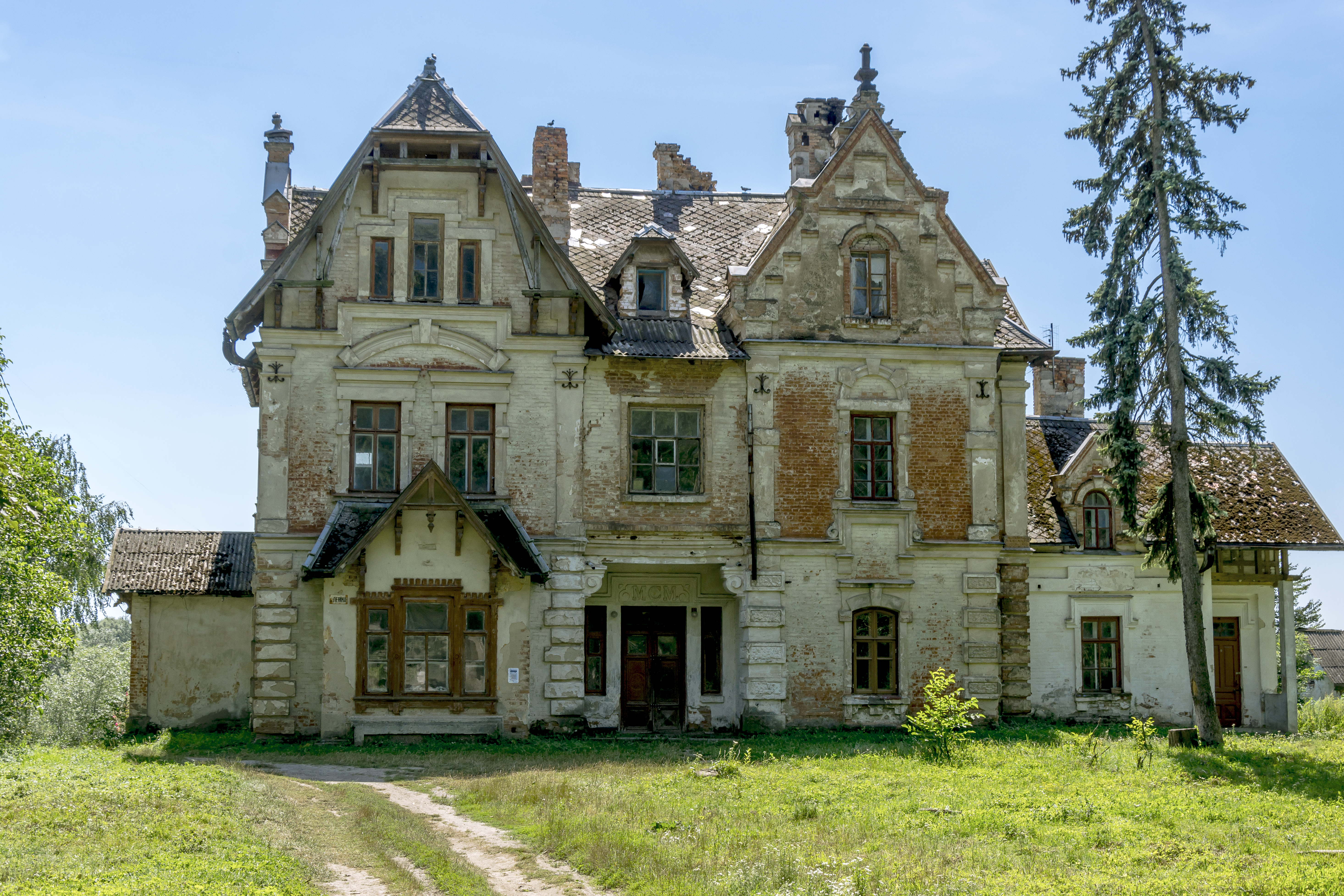
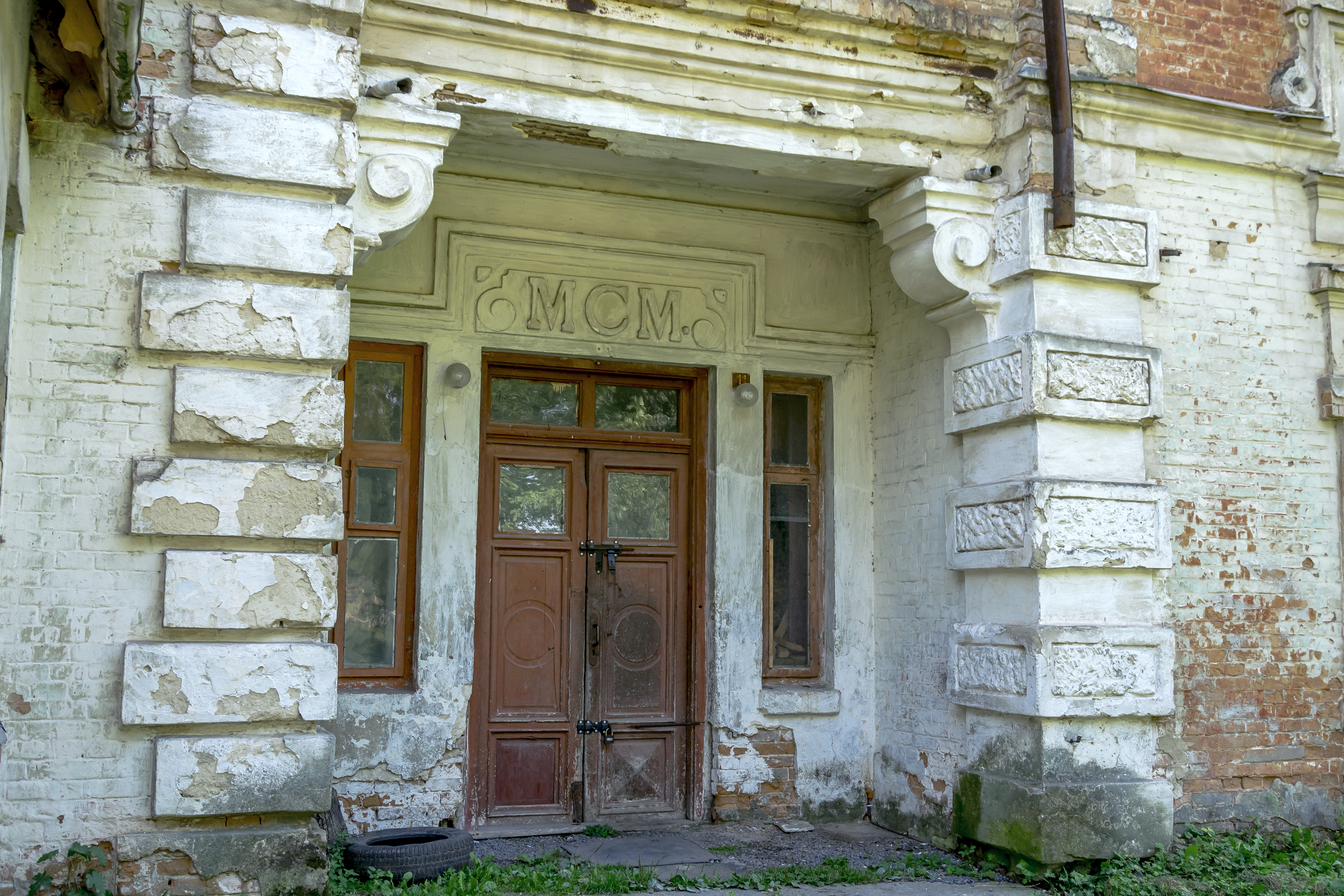
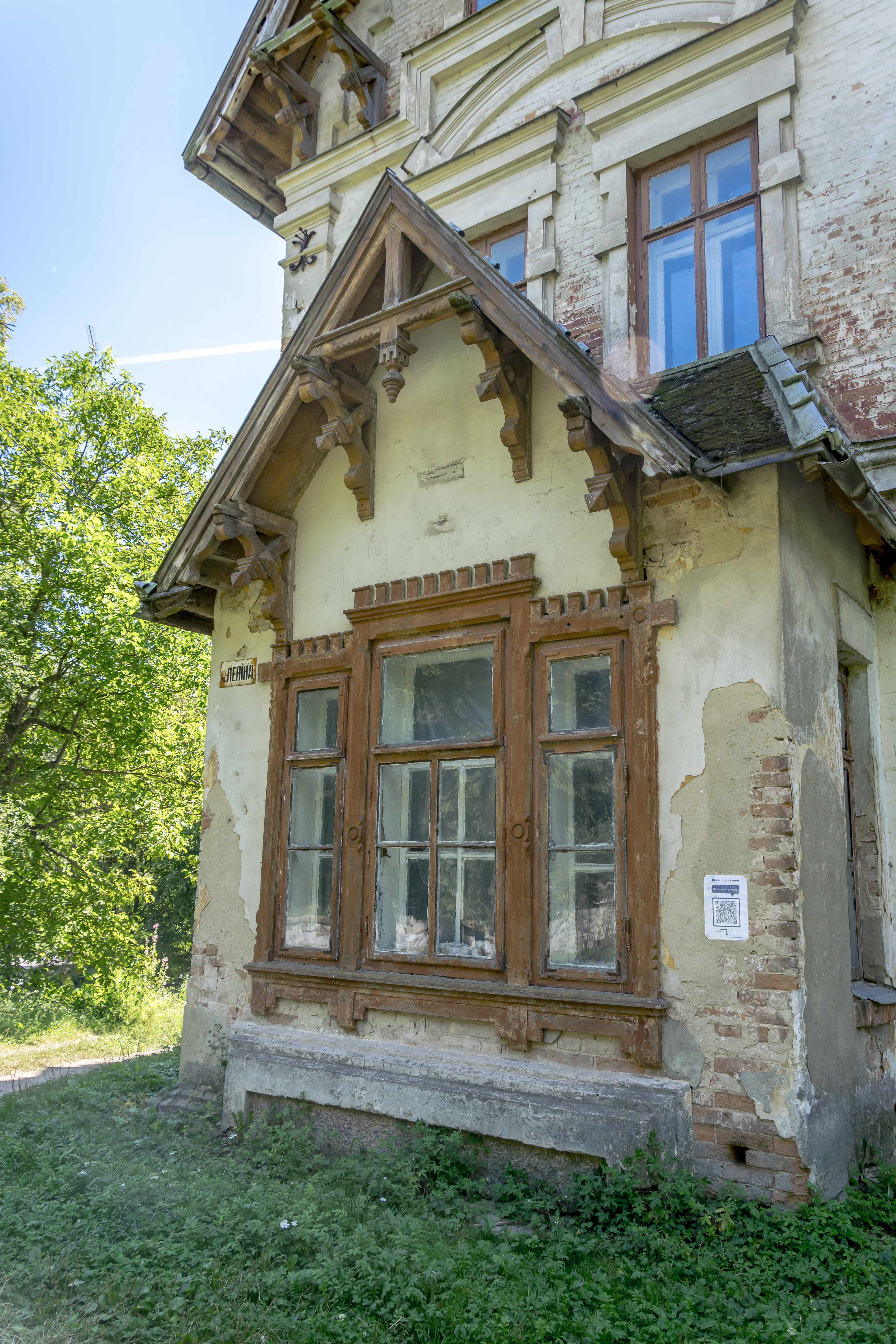

## Джерело
- Туристичний путівник селищем Антоніни, брошура